# Голицын, Сергей Фёдорович
Князь Серге́й Фёдорович Голи́цын (1749—1810) — русский военачальник эпохи Екатерины II, генерал от инфантерии.

## Биография

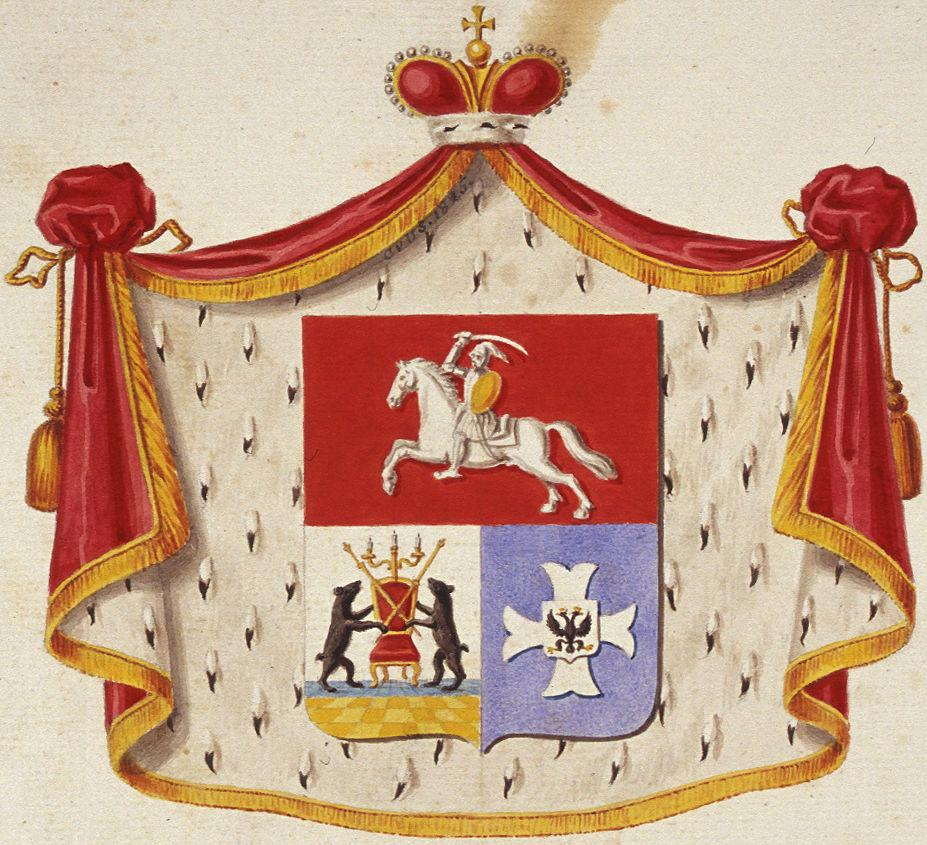
Герб рода князей Голицыных (на 1798 г.)

Представитель рода Голицыных (ветвь Алексеевичей). Племянник З. Г. Чернышёва, внук Г. П. Чернышёва и А. И. Ржевской, правнук петровских сподвижников Ф. А. Головина и Б. А. Голицына.

Учился в Шляхетском кадетском корпусе, из которого был выпущен поручиком, участвовал в Русско-турецкая войне 1768—1774 годов и за взятие Кагула получил 22 сентября (3 октября) 1775 года орден Св. Георгия 4-го класса: 
Будучи послан с двумя гренадерскими ротами в неприятельский ретраншамент 21 июля 770 года, чтобы выбил оставшую в оном пехоту и бегущих преследовать, что он с особливою храбростию и распорядком исполнил.
Будучи подполковником Смоленского драгунского полка, 22 сентября (3 октября) 1775 года был произведён в полковники и пожалован флигель-адъютантом к Её Императорскому Величеству. 22 сентября (3 октября) 1778 года произведен в чин бригадира армии и премьер-майора лейб-гвардии Преображенского полка.

В 1779 году был произведён в генерал-майоры, а 14 (25) июля 1788 года в генерал-поручики и принял участие в Русско-турецкой войне 1787—1791 годов, во время которой особенно отличился при штурме Очакова и Мачинском сражении, закончившимся поражением Арслан-паши. Награждён 30 апреля (11 мая) 1791 года орденом Св. Георгия 2-го класса: 
Во уважение на усердную службу и отличную храбрость, оказанную им по переходе со вверенным ему корпусом за Дунай, когда он разбил войска турецкия, завладел и раззорил назначаемое для стана визирскаго место, город Мачин, взял в полон трёх-бунчужнаго пашу со многими другими чиновниками и получа в добычу пушки и знатное количество разных воинских снарядов, а сверх того, сделал добрыя распоряжения, успехом увенчанныя, к овладению укреплением на острову пред самым Браиловым со всею бывшею тут артиллериею с истреблением войск там находившихся.

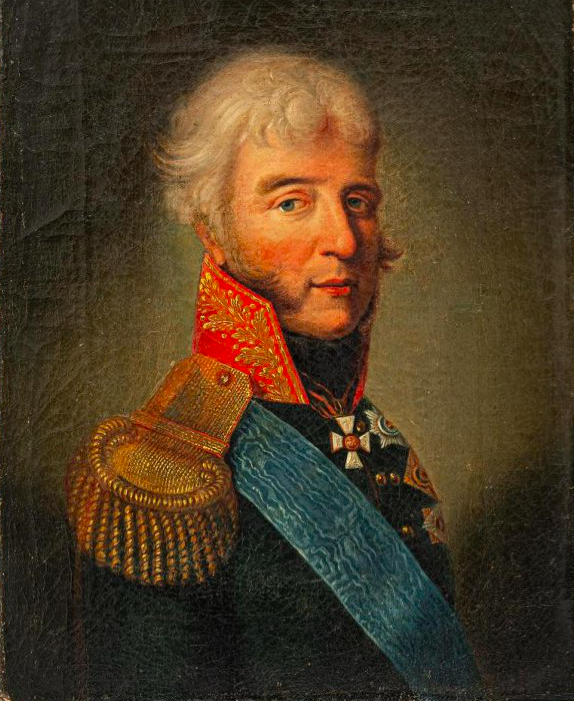
С.Ф. Голицын, генерал от инфантерии (конец 1790-х)

3 (14) декабря 1796 года назначен командиром лейб-гвардии Преображенского полка и 10 (21) апреля 1797 года произведён в генералы от инфантерии, но затем пренебрежительным отношением к любимцу Павла I, Кутайсову, навлёк на себя немилость Императора и в 1798 году был отставлен от службы.
Поселился в Саратовской губернии, в имении Зубриловка, где собрал большую библиотеку и редкие произведения искусства. Вместе с ним в имение приехал в качестве личного секретаря и наставника его детей Иван Андреевич Крылов. После вступления на престол Александра I был назначен, с вручением ордена Андрея Первозванного, рижским генерал-губернатором и инспектором по инфантерии в Лифляндии; в 1804 году вышел в отставку.
В 1809 году вновь был принят на службу — командиром корпуса, отправлявшегося в Галицию для совместных действий с французскими войсками против Австрии. Военных операций ему вести, однако, не пришлось, поскольку 1 (13) января 1810 года он был назначен членом Государственного Совета, а 7 (19) января умер скоропостижно в Тернополе. Похороны состоялись 20 января (1 февраля) в Зубриловке.

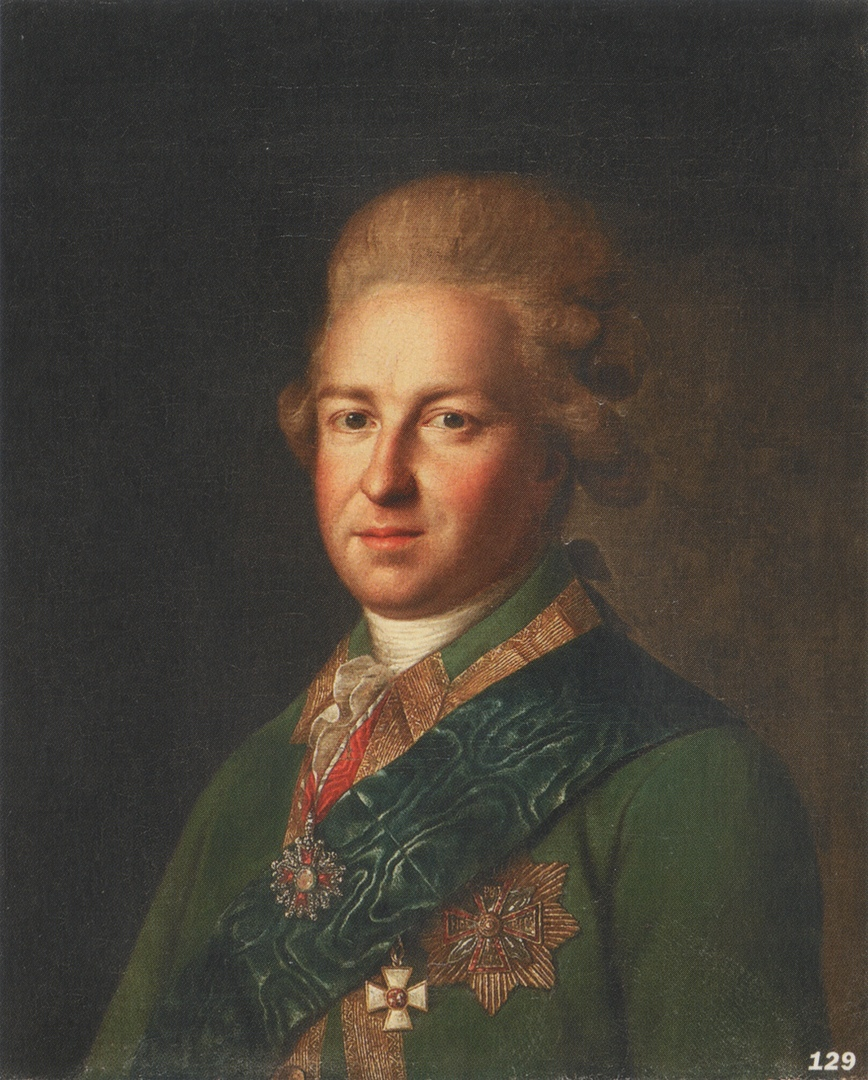
Портрет работы неизвестного художника, 1780-е гг.
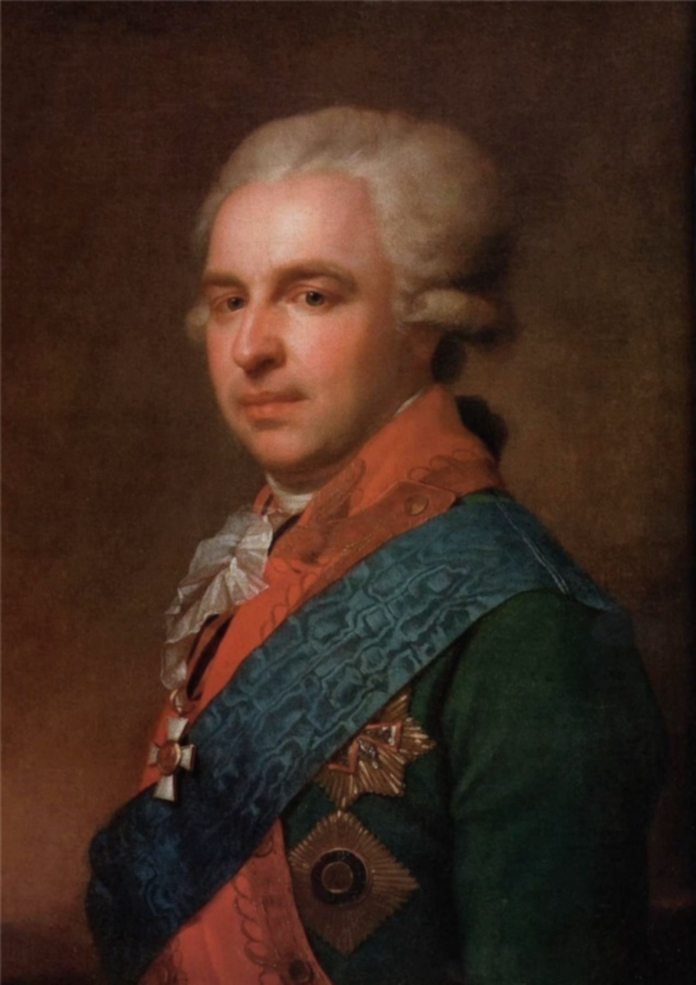
Портрет работы неизвестного художника, 1791 г.
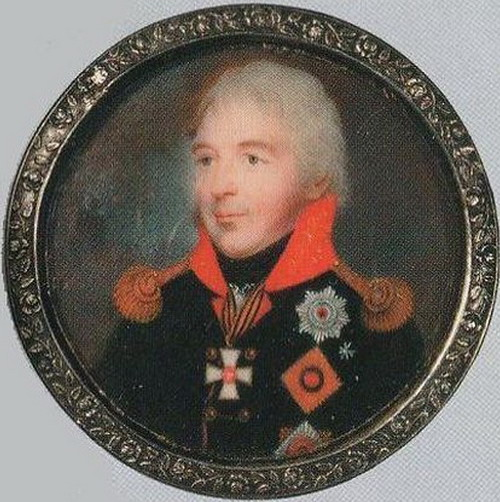
Портрет работы неизвестного художника, 1800-е гг.

## Семья
Женат на Варваре Энгельгардт, племяннице и вероятной любовнице князя Потёмкина. В известном стихотворении «Осень во время осады Очакова» (1788) Державин призывал Голицына побыстрей взять турецкую крепость и вернуться к жене в Зубриловку:

И ты спеши скорей, Голицын!

Принесть в твой дом с оливой лавр.

Твоя супруга златовласа,

Пленира сердцем и лицом,

Давно желанного ждет гласа,

Когда ты к ней приедешь в дом;

Когда с горячностью обнимешь

Ты семерых твоих сынов,

На матерь нежны взоры вскинешь

И в радости не сыщешь слов.

Вместе с многочисленными сыновьями Голицына в Зубриловке воспитывался будущий мемуарист Ф. Вигель. От сыновей князя Сергея Фёдоровича происходят несколько ветвей рода Голицыных, всё ещё существующих.

### Дети
1. Григорий (1779—1848), крёстный сын Потёмкина и Екатерины II.
2. Федор (1781—1826)
3. Сергей (1783—1833)
4. Михаил (1784—1807)
5. Захар (1785—17.04.1792), умер в Москве, похоронен в Даниловом монастыре.
6. Николай (1787—1803)
7. Павел (1788—1838)
8. Александр (1789—1858)
9. Василий (1792—1856), женат на Елене Александровне Суворовой, ур. Нарышкиной (1785—1855)
10. Владимир (1794—1861).

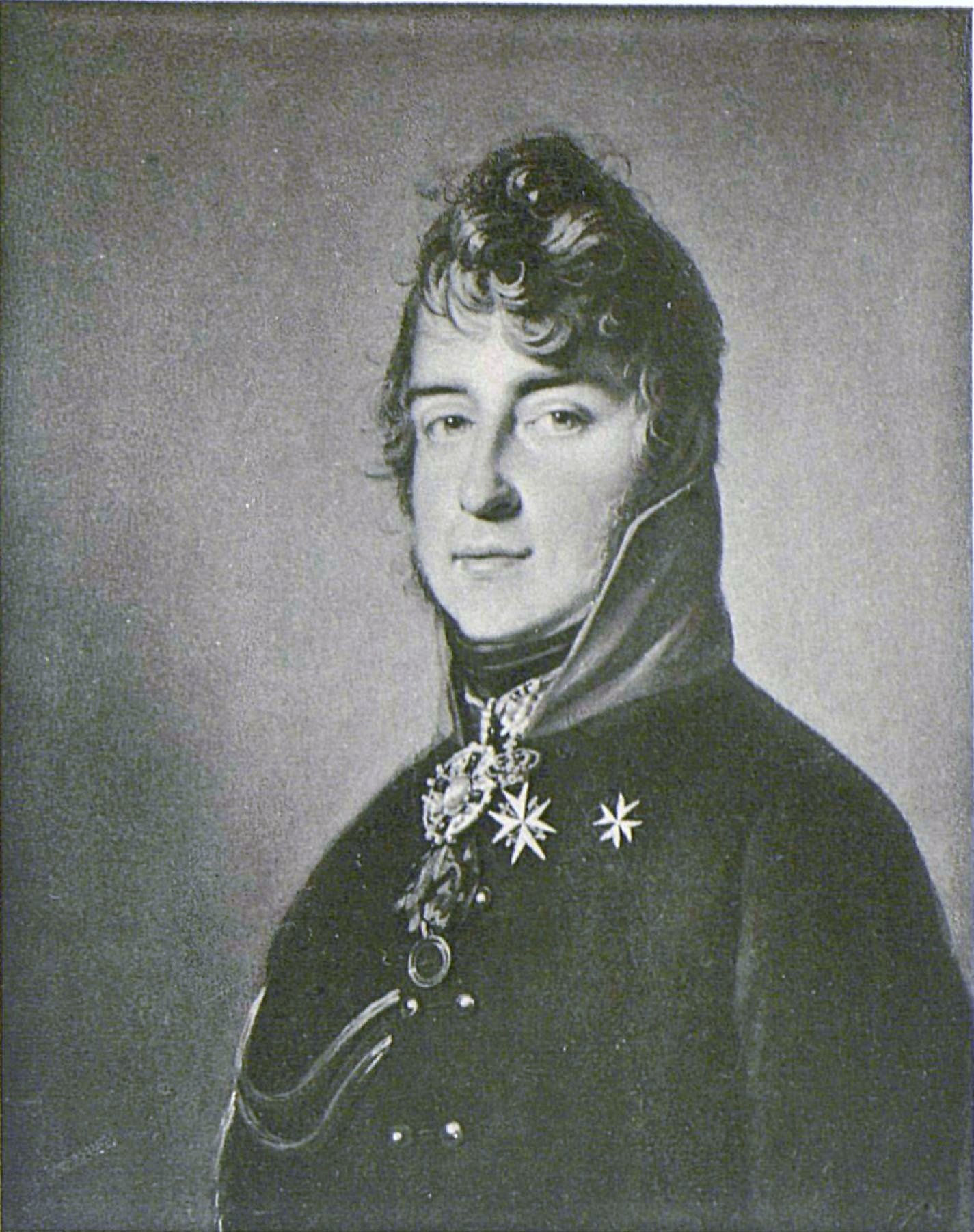
Григорий
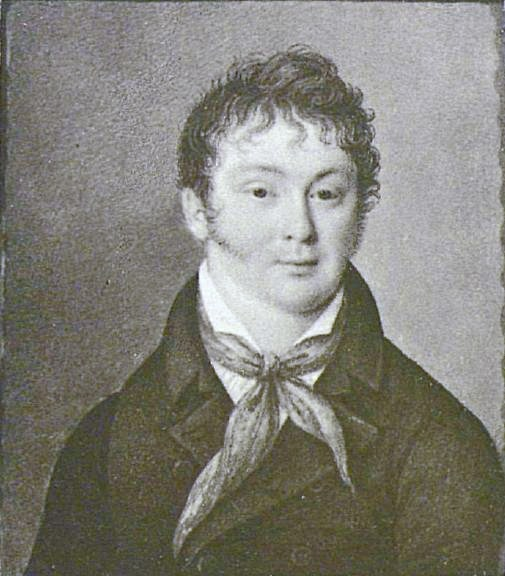
Фёдор
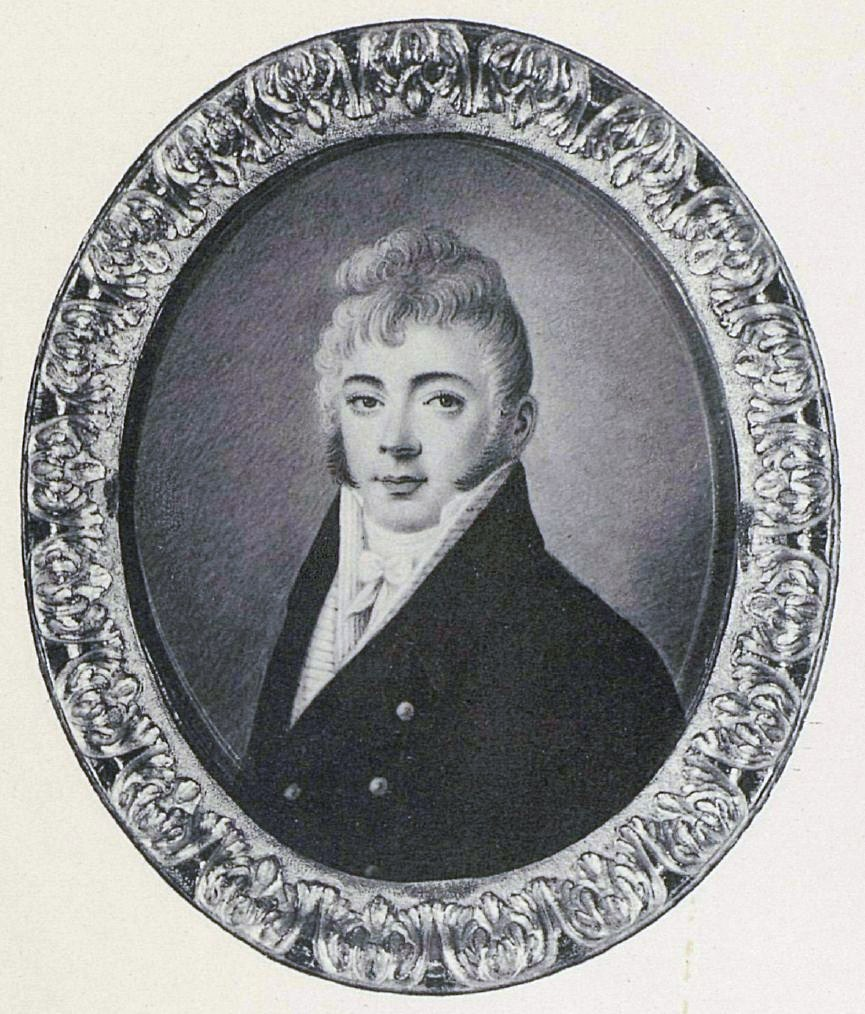
Сергей
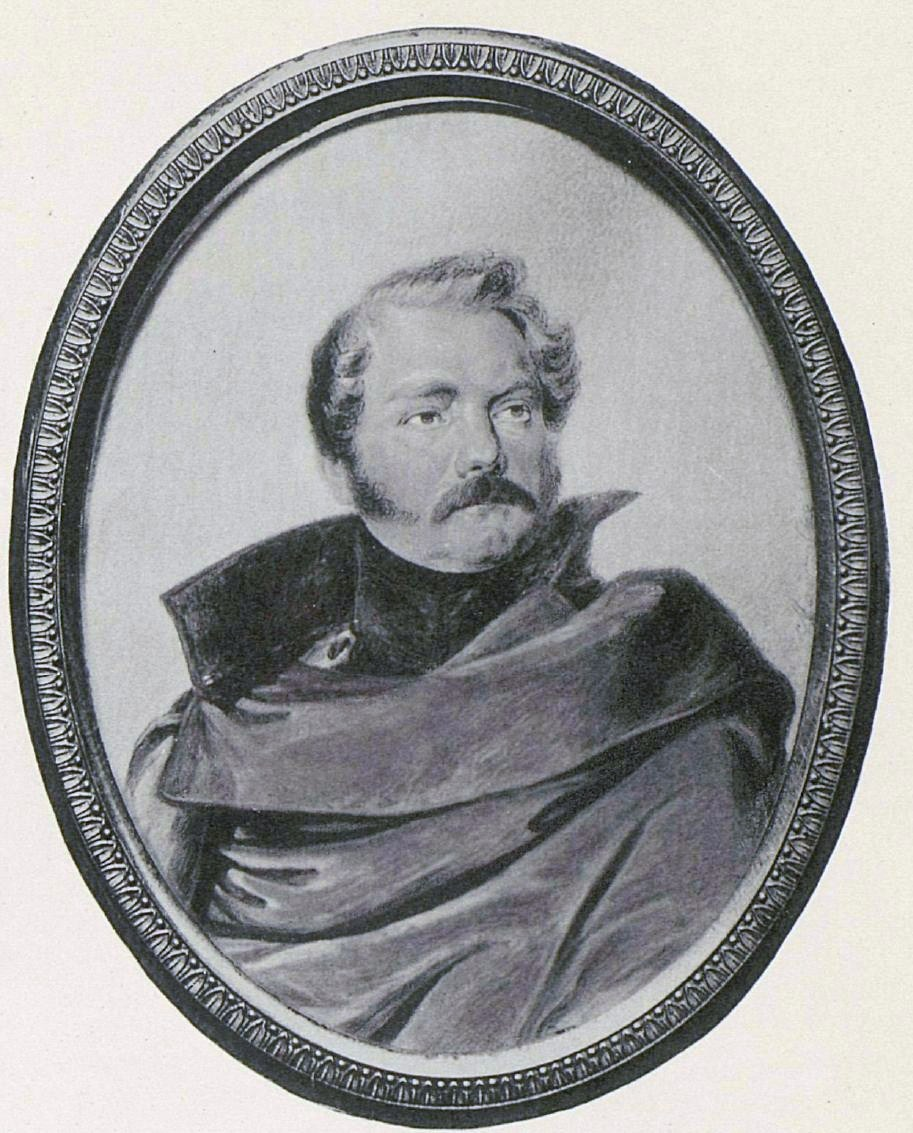
Александр
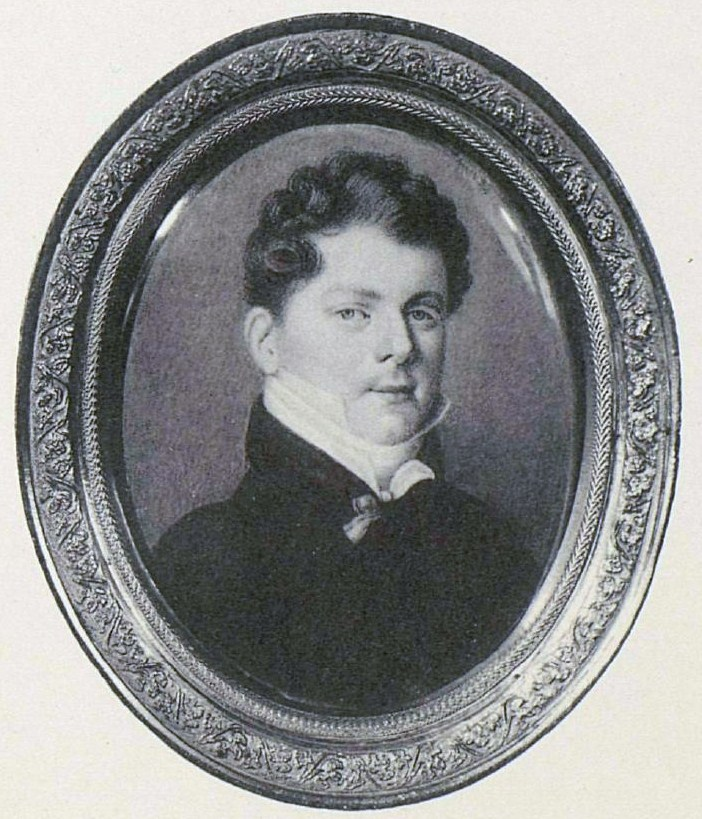
Василий
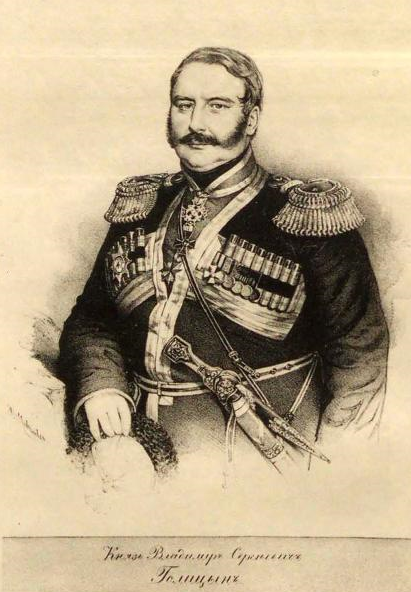
Владимир

Также имеются сведения, что в честь рано умершей дочери Голицыных в Зубриловке была построена «Башня-руина Ольги».